# Општина Баклеш
Општина Баклеш (рум. Comuna Bâcleș) је општина у жупанији Мехединци у Румунији. Седиште општине је насеље Баклеш. Према попису из 2021. у општини је живело 1586 становника. Простире на површини од 99,75 km².

## Становништво
| 1992. | 2002. | 2011. | 2021. |
| ----- | ----- | ----- | ----- |
| 3.250 | 2.775 | 2.070 | 1.586 |

Општина Баклеш је на попису 2021. године имала 1586 становника, за 484 мање (-23,38%) од претходног пописа 2011. године када је било 2070 становника. Већину становништва чине Румуни.
| Етнички састав према попису из 2021.‍ | Етнички састав према попису из 2021.‍ | Етнички састав према попису из 2021.‍ | Етнички састав према попису из 2021.‍ | Етнички састав према попису из 2021.‍ |
| ------------------------------------ | ------------------------------------ | ------------------------------------ | ------------------------------------ | ------------------------------------ |
|                                      |                                      |                                      |                                      |                                      |
| Румуни                               | Румуни                               |                                      | 1.586                                | 91,68%                               |
| Непознато                            | Непознато                            |                                      | 132                                  | 8,32%                                |

### Насеља
Општина се састоји из 7 насеља. Седиште општине је Баклеш, али највеће насеље је Смадовица.
| Насеље         | Изворни назив | Бр. ст. (2011) | Бр. ст. (2021) |
| -------------- | ------------- | -------------- | -------------- |
| Баклеш         |               | 442            | 350            |
| Ђура           |               | 65             | 37             |
| Корзу          |               | 444            | 350            |
| Петра          |               | 212            | 137            |
| Поду Гросулуј  |               | 219            | 156            |
| Селиштијуца    |               | 179            | 165            |
| Смадовица      |               | 509            | 391            |
| Општина Баклеш |               | 2070           | 1586           |